# Воля-Любянковська
Воля-Любянковська (пол. Wola Lubiankowska) — село в Польщі, у гміні Ґловно Зґерського повіту Лодзинського воєводства.
Населення — 196 осіб (2011).

## Демографія
Демографічна структура станом на 31 березня 2011 року:
|          | Загалом | Допрацездатний вік | Працездатний вік | Постпрацездатний вік |
| -------- | ------- | ------------------ | ---------------- | -------------------- |
| Чоловіки | 104     | 25                 | 72               | 7                    |
| Жінки    | 92      | 19                 | 51               | 22                   |
| Разом    | 196     | 44                 | 123              | 29                   |